# Gyarehalli, Chiknayakanhalli
Gyarehalli là một làng thuộc tehsil Chiknayakanhalli, huyện Tumkur, bang Karnataka, Ấn Độ.